# Kaluga (Saràtov)
|  | No s'ha de confondre amb Kaluga. |

Kaluga (en rus: Калуга) és un poble de l'óblast de Saràtov, a Rússia, segons el cens del 2010 tenia 559 habitants. Pertany al districte municipal de Mokroús.